# Кривина (гірництво)
Кривина (рос. кривизна, англ. curvature, нім. Krümmung f, Biegung f) — в гірництві один з видів деформацій, які обчислюють при дослідженні процесу зсування гірських порід та земної поверхні під впливом гірничих розробок.
Кривину знаходять як відношення різниці нахилів двох сусідніх інтервалів мульди зсування до півсуми довжини цих інтервалів (10−3 м−1). В точці мульди розрізнюють кривину: в напрямі простягання (Кх), в напрямі навхрест простягання (Ку) та в заданому напрямі (Кі).